# Tumore di Buschke-Löwenstein
Il tumore di Buschke-Löwenstein, anche chiamato condiloma acuminato gigante, è una neoplasia epiteliale a basso potenziale di malignità che si localizza sul glande o sul prepuzio caratterizzata da crescita locale progressiva e intimamente connessa con l'infezione da HPV di tipo 6 e 11.

## Anatomia patologica
La neoformazione si presenta come una massa verrucosa, vegetante, localizzata a livello del glande o del prepuzio benché, in virtù della crescita progressiva, possa invadere l'intera asta peniena e i tessuti peri-genitali. Molto frequentemente sono presenti alterazione in senso necro-infiammatorio con presenza di ulcerazioni a fondo sanioso o fistole desquamanti, ricoperte da materiale purulento e, più raramente, responsabili di emorragie. All'osservazione istologica si rileva un'esuberante ipercheratosi, vacuolizzazione dello strato Malpighiano e una florida papillomatosi nel contesto di un infiltrato infiammatorio aspecifico.

## Profilo clinico
Il soggetto si presenta dal medico lamentando dolore, o più semplicemente fastidio, localizzato alle porzioni di pene coinvolte nel processo neoplastico. Molto spesso è presente un essudato siero-ematico o francamente purulento. La massa è caratterizzata dalla crescita locale progressiva, con coinvolgimento distruttivo dell'intera asta peniena.

## Profilo diagnostico
La biopsia è l'unica procedura in grado di fornire elementi utili per la diagnosi. Tuttavia, si pongono comunque notevoli difficoltà di diagnosi differenziale con il carcinoma squamoso del pene o con i più semplici condilomi acuminati.

## Terapia
Poiché il condiloma acuminato gigante tende a recidivare, occorre procedere con un'ampia escissione chirurgica fino alla penectomia totale.

## Prognosi
Come riportato nella definizione, questo tipo di neoplasia è caratterizzata da una bassa malignità. Benché vi sia tendenza alla recidiva locale, molto raramente si osserva la sua degenerazione maligna.